# Cessna Model A

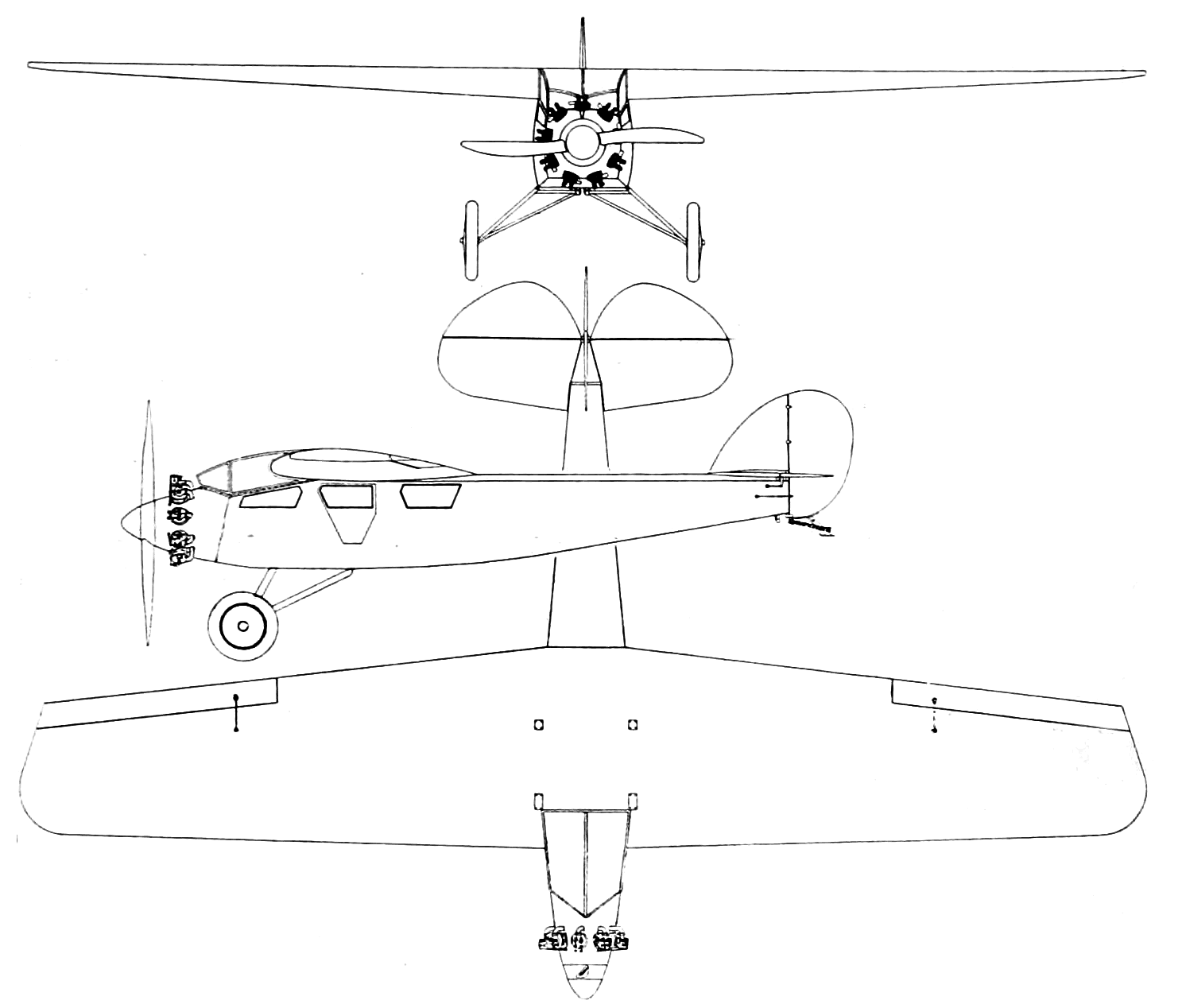
Cessna AF

Das Cessna Modell A war das erste von Clyde Cessna in den 1920er Jahren entwickelte viersitzige einmotorige Reiseflugzeug. Der Hochdecker, der in Serie gebaut wurde, war zugleich der Anfang der in den folgenden Jahren entworfenen Serien von Hochdeckermodellen, die in der 1927 gegründeten Cessna Aircraft Company noch heute hergestellt werden.
Die Bauweise der Serie A war ein Flugzeug in einer gemischten Holz- und Stahlrohrkonstruktion mit Stoffbespannung. Die Serie A wurde in einer Reihe von Varianten mit unterschiedlichen Motoren ausgestattet gefertigt.

## Varianten
Die Variantenbezeichnung erfolgte nach dem Muster, dass nach der Typenbezeichnung von Cessna der Anfangsbuchstabe des Motorenherstellers folgte, bei allen verwendeten Motoren handelt es sich um luftgekühlte Umlaufmotoren oder Sternmotoren:
Variante A
- Model AA  mit 120-PS-Anzani-Motor, gebaut wurden 14 Stück
- Model AC mit einem 130-PS-Comet Motor, 1 Stück
- Model AF mit einem Motor mit 150 PS von Floco-Axelson Engine, 3 Stück
- Model AS  mit  einem 125-PS-Motor von Siemens & Halske,  4 Stück
- Model AW  mit einem 130-PS-Motor von Warner Scarab, 48 Stück gebaut. Mit diesem Modell flog Eddie August Schneider  1930 drei Rekorde. Diese Maschine mit dem Schriftzug West Wind III,  befindet sich heute im Yanks Air Museum, Kalifornien.

Variante B
Das Cessna Modell B war eine dreisitzige Version des A-Modells, ein Sitz wurde dem vergrößerten Tank geopfert.
- Model BW wurde mit einem 200 PS starken Wright J-5 R-790-5 ausgerüstet und 13 Stück wurden gebaut.